# Parlamentswahl in Gibraltar 1984
- GSLP: 7
- AACR: 8

Die Parlamentswahl in Gibraltar 1984 fand am 26. Januar des Jahres statt.

## Ergebnis
Sie wurde von der Association for the Advancement of Civil Rights (AACR) von Joshua Hassan gewonnen, die 44,39 % der Stimmen und 8 der 15 verfügbaren Sitze übernahm und damit zum vierten Mal in Folge den Sieg davontrug.
| Parlamentswahl von Gibraltar 1984 | Parlamentswahl von Gibraltar 1984               | Parlamentswahl von Gibraltar 1984 | Parlamentswahl von Gibraltar 1984 | Parlamentswahl von Gibraltar 1984 | Parlamentswahl von Gibraltar 1984 | Parlamentswahl von Gibraltar 1984 |
| Partei                            | Partei                                          | Stimmen                           | %                                 | Sitze                             | ±                                 |                                   |
| --------------------------------- | ----------------------------------------------- | --------------------------------- | --------------------------------- | --------------------------------- | --------------------------------- | --------------------------------- |
|                                   | Association for the Advancement of Civil Rights | 42.261                            | 44,39 %                           | 8                                 | ▬                                 |                                   |
|                                   | Gibraltar Socialist Labour Party                | 32.534                            | 34,18 %                           | 7                                 | ▲6                                |                                   |
|                                   | Democratic Party of British Gibraltar           | 17.972                            | 18,88 %                           | 0                                 | ▼6                                |                                   |
|                                   | Unabhängige                                     | 2.428                             | 2,55 %                            | 0                                 |                                   |                                   |
| Gesamt                            | Gesamt                                          | 95.195                            | 100 %                             | 15                                | ▬                                 |                                   |